# Тампінс Роверс
Футбольний клуб «Тампінс Роверс» або просто «Тампінс Роверс» англ. Tampines Rovers Football Club — сінгапурський футбольний клуб з району Тампінс, який виступає в С-лізі.

## Досягнення
- С.Ліга:
  -  Чемпіон (5): 2004, 2005, 2011, 2012, 2013
  -  Срібний призер (8): 2006, 2009, 2010, 2015, 2016, 2017, 2019, 2020
  -  Бронзовий призер (3): 2007, 2014, 2022

- Перший дивізіон Національної футбольної ліги
  -  Чемпіон (3): 1979, 1980, 1984

- Кубок Сінгапуру:
  -  Володар (4): 2002, 2004, 2006, 2019
  -  Фіналіст (5): 2007, 2010, 2012, 2016, 2022

- Суперкубок Сінгапуру:
  -  Володар (6): 2011, 2012, 2013, 2014, 2020, 2025

- Клубний чемпіонат країн АСЕАН з футболу
  -  Чемпіон (1): 2005